# Frente Nacional de Trabajadores y Campesinos
El Frente Nacional de Trabajadores y Campesinos (FRENATRACA) fue un partido político peruano fundado en 1968 y presidido por Roger Cáceres Velásquez junto a sus hermanos.

## Historia
Fue fundado en 1968 en la Plaza San Martín de Lima, punto de encuentro de lo que llamaron la “Gran Marcha de los Chullos” por los hermanos Néstor Cáceres Velásquez, Luis Cáceres Velásquez, Roger Cáceres Velásquez y Pedro Cáceres Velásquez.
Durante al menos tres décadas, hasta los años 1990, fue una fuerza política fundamental en el sur del país.
Su bastión principal fue la ciudad de Juliaca, de la cual fueron alcaldes dos de los hermanos (Luis en tres oportunidades y Pedro en una), y desde allí expandieron su influencia ganando municipios en los departamentos de Puno, Cusco, Arequipa y Moquegua.
Entre los años 2006 y 2009 participaron a nivel del departamento de Puno con el nombre Unidos por el Desarrollo

## Participación Electoral

### Elecciones constituyentes de 1978

Logo usado en las Elecciones Municipales y Regionales en la Region Puno de 2006

Para las elecciones constituyentes de 1978, el FRENATRACA decide postular a la Asamblea Constituyente donde también postularían varios partido de izquierda y derecha. Luego de las elecciones, los resultados dan al APRA y al Partido Popular Cristiano como la 2 mayores fuerzas de la Asamblea, mientras que otros partidos obtuvieron menos representación como el FRENATRACA que solo obtuvo 4 representantes:
| Representantes          | Votos  |
| ----------------------- | ------ |
| Roger Cáceres Velásquez | 55 336 |
| Ernesto Sánchez Fajardo | 7 133  |
| Jesús Veliz Lizarraga   | 4 733  |
| Pedro Cáceres Velásquez | 226    |

### Elecciones de 1980
Luego de culminar en la Asamblea Constituyente, se convoca a nuevas elecciones generales en 1980, donde el FRENATRACA decide lanzar a Roger Cáceres Velásquez como candidato presidencial junto a Jorge Zevallos Ortiz y a Julio Arce Catacora como candidatos a la 1.ª y 2.ª Vicepresidencia de la República. Sin embargo, en dichas elecciones dan como ganador a Fernando Belaúnde Terry y la candidatura del FRENATRACA quedó en el noveno lugar de las preferencias.
| Candidatos              | Candidatos           | Candidatos          |
| Presidencia             | 1.º Vicepresidencia  | 2.º Vicepresidencia |
| ----------------------- | -------------------- | ------------------- |
| Roger Cáceres Velásquez | Jorge Zevallos Ortiz | Julio Arce Catacora |

En dichas elecciones, el partido presentó candidatos a la Cámara de Diputados y al Senado, obteniendo solo 1 Senador quien sería Roger Cáceres Velásquez y 4 Diputados en representación de Puno:
| Región         | Nombre                  | Número de Votos |
| -------------- | ----------------------- | --------------- |
| Distrito Único | Roger Cáceres Velásquez |                 |

| Región | Nombre                  | Número de Votos |
| ------ | ----------------------- | --------------- |
| Puno   | Pedro Cáceres Velásquez |                 |
| Puno   | Marcial Chalco Reyes    |                 |
| Puno   | Aldo Estrada Choque     |                 |
| Puno   | Darío Surco Mamani      |                 |

### Elecciones de 1985
En las elecciones generales en 1985, el FRENATRACA decide hacer alianzas con otros partidos de Izquierda, formando así la Izquierda Nacionalista donde el candidato presidencial fue Roger Cáceres Velásquez. Luego de los resultados, la candidatura quedó en 4.º lugar de las preferencias.
| Candidatos              | Candidatos              | Candidatos          |
| Presidencia             | 1.º Vicepresidencia     | 2.º Vicepresidencia |
| ----------------------- | ----------------------- | ------------------- |
| Roger Cáceres Velásquez | Carlos Daniel Valcárcel | Raúl Israel Olivera |

En las mismas elecciones, presentaron candidatos a la Cámara de Diputados y al Senado en donde solo Roger Cáceres Velásquez y su hermano Pedro Cáceres Velásquez fueron elegidos como Senador y Diputado.
| Región         | Nombre                  | Número de Votos |
| -------------- | ----------------------- | --------------- |
| Distrito Único | Roger Cáceres Velásquez | 26,002          |

| Región | Nombre                  | Número de Votos |
| ------ | ----------------------- | --------------- |
| Puno   | Pedro Cáceres Velásquez | 17,134          |

### Elecciones de 1990
Para las elecciones generales en 1990, el FRENATRACA nuevamente postula a la presidencia con la candidatura de Roger Cáceres Velásquez sin tener éxito luego de que quedara en el sexto lugar de las preferencias.
| Candidatos              | Candidatos            | Candidatos                     |
| Presidencia             | 1.º Vicepresidencia   | 2.º Vicepresidencia            |
| ----------------------- | --------------------- | ------------------------------ |
| Roger Cáceres Velásquez | Emilio Barreto Bermeo | Víctor Raúl Fernández Bustinza |

En las elecciones de Diputados y Senadores, el partido solo obtuvo nuevamente a Roger Cáceres Velásquez como único Senador, 1 Diputado en representación de Arequipa 2 en representación de Puno:
| Región         | Nombre                  | Número de Votos |
| -------------- | ----------------------- | --------------- |
| Distrito Único | Roger Cáceres Velásquez | 26,002          |

| Región   | Nombre                   | Número de Votos |
| -------- | ------------------------ | --------------- |
| Arequipa | Jorge Velásquez Gonzales | 10,008          |
| Puno     | Pedro Cáceres Velásquez  | 10,059          |
| Puno     | Pascual Arhuata Coarita  | 4,378           |

El 2 de abril de 1992, el periodo parlamentario es interrumpido tras el autogolpe de estado decretado por Alberto Fujimori. Tras el hecho, el FRENATRACA mostró su oposición al golpe y al gobierno fujimorista.

### Elecciones constituyentes de 1992
Luego de la disolución del Congreso en 1992, se convoca a  elecciones constituyentes en 1992 para la creación de una nueva constitución. En estas elecciones, el FRENATRACA decide postular al Congreso Constituyente Democrático y obtuvo 3 representantes:
| Representantes           | Votos  |
| ------------------------ | ------ |
| Roger Cáceres Velásquez  | 74 794 |
| Pedro Cáceres Velásquez  | 20 770 |
| Jorge Velásquez Gonzales | 9 417  |

### Elecciones de 1995
En las elecciones generales de 1995, el FRENATRACA nuevamente decide postular a la presidencia, esta vez el candidato fue Luis Cáceres Velásquez y el partido se pasó a llamar Perú al 2000 / FRENATRACA. Nuevamente la candidatura no tuvo éxito al quedar en el noveno lugar de las preferencias tras el 2.º triunfo de Alberto Fujimori.
| Candidatos             | Candidatos                    | Candidatos              |
| Presidencia            | 1.º Vicepresidencia           | 2.º Vicepresidencia     |
| ---------------------- | ----------------------------- | ----------------------- |
| Luis Cáceres Velásquez | María Flores Lozano de Marque | Ricardo González Cortez |

En las elecciones al Congreso de la República, solo Roger Cáceres Velásquez fue el único representante del partido en el legislativo. Sin embargo, se unió junto a los 2 representantes de Izquierda Unida formando la bancada Democracia en Acción.
| Región         | Nombre                  | Número de Votos |
| -------------- | ----------------------- | --------------- |
| Distrito Único | Roger Cáceres Velásquez | 26,002          |

## Resultados electorales

### Elecciones presidenciales
|  | 2.0 % |

|  | 2.0 % |

|  | 1.3 % |

|  | 0.3 % |

### Elecciones parlamentarias
|  | 2.24 % |

|  | 2.38 % |

|  | 1.72 % |

|  | 1.90 % |

|  | 2.03 % |

|  | 2.42 % |

|  | 1.07 % |

### Elecciones regionales y municipales
| Año  | Gobiernos Regionales | Alcaldías Provinciales | Alcaldías Distritales |
| Año  | Representantes       | Representantes         | Representantes        |
| ---- | -------------------- | ---------------------- | --------------------- |
| 1980 |                      | 5/196                  | 45/1874               |
| 1983 | 2/196                | 22/1874                |                       |
| 1986 | 1/196                | 11/1874                |                       |
| 1989 | 5/196                | 32/1874                |                       |
| 1993 | 11/196               | 95/1874                |                       |
| 1995 | 1/196                | 16/1874                |                       |

## Disolución
A fines de los 90, el partido quedó disuelto y sus fundadores se pasaron a otros partidos.